# Coccomyces circinatus
Coccomyces circinatus är en svampart som beskrevs av Y.R. Lin & C.T. Xiang 2000. Coccomyces circinatus ingår i släktet Coccomyces och familjen Rhytismataceae.   Inga underarter finns listade i Catalogue of Life.